# Штјавњик
Штјавњик (слч. Štiavnik) насељено је мјесто са административним статусом сеоске општине (слч. obec) у округу Битча, у Жилинском крају, Словачка Република.

## Становништво
| Година:    | 1994. | 2004.   | 2014.   | 2024.   |
| ---------- | ----- | ------- | ------- | ------- |
| Број људи: | 3944  | 4097    | 4101    | 3920    |
| Разлика:   |       | +3,87 % | +0,09 % | -4,41 % |

| Година:    | 2023. | 2024.   |
| ---------- | ----- | ------- |
| Број људи: | 3933  | 3920    |
| Разлика:   |       | -0,33 % |

Према подацима о броју становника из 2024. године насеље је имало 3920 становника.